# Малката русалка (филм, 2023)
„Малката русалка“ (на английски: The Little Mermaid) е 
американски мюзикъл и фентъзи филм от 2023 година на режисьора Роб Маршъл, а сценарият е на Дейвид Магий. Той е игрална адаптация на едноименния анимационен филм през 1989 г., който е базиран на едноименната приказка, написана от Ханс Кристиан Андерсен. Във филма участват Хали Бейли, Джона Хауър-Кинг, Давид Дигс, Акуафина, Джейкъб Трембли, Нома Думезвени, Хавиер Бардем и Мелиса Маккарти.
Плановете за римейка на „Малката русалка“ са потвърдени през май 2016 г. През декември 2017 г. „Дисни“ съобщи, че Маршъл ще режисира игралния римейк на „Малката русалка“. Част от главния актьорски състав се подписаха през юни до ноември 2019 г. Снимките се проведоха в „Пинеууд Студиос“, Англия от януари до юли 2021 г.
Филмът е копродуциран от „Уолт Дисни Пикчърс“, „Делука Маршъл“ и „Марк Плат Продъкшънс“. Лин-Мануел Миранда написа нови песни за римейка като текстописец. Алън Менкен се завърна като композитор за музиката и песните.
Премиерата на филма се състои в „Долби Тиътър“ в Лос Анджелис на 8 май 2023 г., и излиза по кината в Съединените щати на 26 май 2023 г.

## Сюжет
Ариел, най-малката дъщеря на цар Тритон, се интересува от човешкия свят, тъй като на русалките им забранено да общуват с тях. След като спасява принц Ерик от корабокрушение, тя се влюбва в него и желае да бъде с него в света над водата. Това води скандал с баща й и сключва сделка с морската вещица Урсула, която взима прекрасния й глас за човешки крака, тъй като може да открие света над водата, и да бъде с Ерик.

## Актьорски състав
- Хали Бейли – Ариел[1][10][11][12]
- Джона Хауър-Кинг – Ерик[13]
- Мелиса Маккарти – Урсула, морската вещица
- Хавиер Бардем – Цар Тритон, бащата на Ариел[14][15]
- Нома Думезвени – Кралица Селина[16]
- Арт Малик – Гримсби[17]
- Джесика Александър – Ванеса
- Емили Коутс – Роза, младо момиче, която работи в замъка на Принц Ерик.
- Джон Даглейш – Мълиган
- Мартин Леърд – Лашана, една от прислужниците на принц Ерик.
- Джуд Акувидике – Джошуа, рибар, който открива човешката форма на Ариел.
- Ръсел Балоу – страж на Цар Тритон
- Ейдриън Кристофър – страж на Цар Тритон

### Сестрите на Ариел
- Лорена Андреа – Перла[18][19]
- Симоне Ашли – Индира[19][20]
- Кайса Мохамар – Карина[18][19]
- Натали Сорел – Каспия[18][19][20]
- Каролина Кончет – Мала[18][19][20]
- Сиена Кинг – Тамека[18][19][20]

### Озвучаващи актьори
- Давид Дигс – Себастиан, рак[21][15]
- Джейкъб Трембъли – Флаундър, най-добрият приятел на Ариел[22]
- Акуафина – Скатъл, чайка и приятелка на Ариел[23]

Флотсъм и Джетсъм, лакеите на Урсула, и Макс, кучето на Ерик също участват във филма. Джоди Бенсън, оригиналният глас на Ариел в анимационния филм, играе продавачка на пазар по време на разходката на Ариел и Ерик в кралството.

## Продукция

### Разработка
През май 2016 г. започна разработка за игрална адаптация на „Малката русалка“. На 16 август 2016 г., е обявено, че Лин-Мануел Миранда, който е фен на оригиналния филм, ще копродуцира филма с Марк Плат.
На 6 декември 2017 г. е обявено, че Роб Маршъл е ухажван от „Уолт Дисни Къмпани“ да режисира филма, докато Джейн Голдман ще напише сценария. На 5 декември 2018 г. разкри, че той, заедно със Джон ДеЛука и Марк Плат са наети да започнат разработването на проекта за филмовата адаптация, и каза, че „Джон и [Маршъл] започнаха работата си, които се опитват да го изследват и да го преработят“, и почувства, че „това е сложен филм да заеме анимацията от екшъна на живо“. На 10 февруари 2020 г., Миранда разкри, че репетициите за филма са започнали.
На 28 юни 2019 г. е съобщено, че Мелиса Маккарти ще играе ролята на Урусла. На 1 юли, Акуафина и Джейкъб Трембли са добавени в състава да озвучават съответно чайката Скатъл и рибката Флаундър.
На 3 юли, Хали Бейли е официално обявена от социалните мрежи на Дисни, за да играе главната роля на Ариел.
В същия месец Хавиер Бардем се присъедини в състава, за да изиграе Цар Тритон, докато Хари Стайлс и Джак Уайтхол са препоръчани да изиграят Принц Ерик.
През октомври Давид Дигс, който преди е изиграл в мюзикъла „Хамилтън“ на Миранда, се присъедини в състава, за да озвучи ракът Себастиан.
През ноември британския актьор Джона Хауър-Кинг се съгласи да изиграе ролята на Принц Ерик.

### Снимачен процес
Заснемането е оригинално насрочен да започне в Лондон в края на март или началото на април 2020 г., въпреки това, той е отменен по време на пандемията от COVID-19.
Снимките официално започват в „Пинеууд Студиос“ в Айвър, Англия на 30 януари 2021 г. Сцените с Маккарти евентуално започнаха през април 2021 г. На 6 април е обявено, че допълнителните снимки ще се състоят в Сардиния, Италия с продължение на три месеци. През юни 2021 г. производството е временно спряно по време на пандемията от COVID-19. Снимките отново започват и официално приключват на 11 юли 2021 г.

### Визуални ефекти
Визуалните ефекти са осигурени в „Индустриал Лайт и Меджик“, „Уета Диджитал“, „Мувинг Пикчър Къмпани“ и „Фреймстор“.

## Премиера
Премиерата на филма се състои в „Долби Тиътър“, Лос Анджелис на 8 май 2023 г. и излиза по кината на 26 май 2023 г. в Съединените щати от „Уолт Дисни Пикчърс“.

### Маркетинг
На 9 септември 2022 г., Роб Маршъл и Хали Бейли присъстваха на D23 Expo през 2022 г. да представят ексклузивната презентация на филма със сцената от песента Part of Your World, който получава позитивен отговор от присъстващите, които похвалиха вокалното изпълнение на Бейли. Тийзър трейлъра на филма е пуснат публично на същия ден.
Официалния трейлър е показан по време на 95-тата церемония на наградите „Оскар“, който е представен от Бейли и Маккарти, и след това е пуснат онлайн заедно с новия плакат.

## В друга медия

### Новелизация
Няколко книги, базирани от филма, са издадени на 11 април 2023 г. от „Дисни Прес“.

### Спин-оф
През юли 2023 г. компютърно анимираният сериал, озаглавен „Ариел“, който е вдъхновен от филма, е обявен от „Дисни Джуниър“. Сериалът се излъчва през 2024 г.

## В България
В България филмът излезе по кината на същата дата от „Форум Филм България“ на 2D и 3D, с дублирана и субтитрирана версия.
Гала премиерата на филма се състоя на 24 май 2023 г. в „Синема Сити“, Парадайс център.

### Синхронен дублаж
| Роля           | Изпълнител |
| -------------- | --- |
| Ариел          | Димитрина Германова |
| Принц Ерик     | Виктор Ибришимов |
| Урсула         | Милица Гладнишка |
| Цар Тритон     | Мариан Маринов |
| Кралица Селина | Тамара Войс |
| Гримсби        | Христо Узунов |
| Себастиан      | Момчил Степанов |
| Флаундър       | Андрей Манов |
| Скатъл         | Ана-Мария Лалова |
| Други гласове  | Анатолий Божинов Атанас Сребрев Галя Симеонова Ева Данаилова Здравко Димитров Ивелина Цонева Илона Иванова Калин Пачеръзки Лина Шишкова Мариета Петрова Мими Йорданова Михаела Тюлева Николай Върбанов Николай Тодоров Симона Бакалова Теодор Койчинов Цветелина Николова Цветослава Симеонова Ясен Зердев |

| Песен                         | Изпълнител                                        |
| ----------------------------- | ------------------------------------------------- |
| Част от твоя свят             | Димитрина Германова                               |
| Моряшка песен                 | Виктор Ибришимов Теодор Койчинов Ясен Зердев Хор  |
| Част от твоя свят (реприза 1) | Димитрина Германова                               |
| В морския свят                | Момчил Степанов Димитрина Германова Хор           |
| Морски свят незнаен           | Виктор Ибришимов                                  |
| Погубват своя живот           | Милица Гладнишка                                  |
| За първи път                  | Димитрина Германова                               |
| Целуни я                      | Момчил Степанов Ана-Мария Лалова Андрей Манов Хор |
| Мълвата                       | Ана-Мария Лалова Момчил Степанов                  |
| Част от твоя свят (реприза 2) | Димитрина Германова                               |

| Обработка                               | Александра Аудио                                                         |
| --------------------------------------- | ------------------------------------------------------------------------ |
| Режисьор на дублажа                     | Василка Сугарева                                                         |
| Преводач                                | Милена Васкова                                                           |
| Музикален режисьор                      | Десислава Софранова                                                      |
| Редактор на българския текст на песните | Десислава Софранова                                                      |
| Български текст на песните              | Цветомира Цонева                                                         |
| Тонрежисьори на записа                  | Петър Костов Мартин Станев Пламен Чернев Пламен Цветанов Ралица Христова |
| Творчески директори                     | Александра Яниковска Венета Янкова                                       |
| Микс студио                             | Shepperton International                                                 |
| Продуцент на българската версия         | Disney Character Voices International                                    |